# Krankenhäuser Nürnberger Land
Die beiden Krankenhäuser Nürnberger Land GmbH gehören zu den Häusern der Grund- und Regelversorgung im Landkreis Nürnberger Land. Die medizinische Basisversorgung erfolgt dort in den Fachrichtungen Innere Medizin, Chirurgie, Frauenheilkunde, Geburtshilfe, Anästhesiologie und Intensivmedizin, Urologie und Physikalische Therapie. An den Standorten Lauf und Altdorf mit zusammen 315 Betten versorgen ca. 700 Mitarbeiter etwa 33.000 stationäre und ambulante Patienten pro Jahr.

## Geschichte
Im Jahr 2003 musste im Landkreis Nürnberger Land zunächst das Kreiskrankenhaus Schnaittach aus finanziellen Gründen schließen. 2006 wurden die kommunalen Kreiskrankenhäuser in Altdorf, Hersbruck und Lauf an das Klinikum Nürnberg verkauft. Um die Gesundheitsversorgung der örtlichen Bevölkerung sicherzustellen, wurde aus den drei Krankenhäusern des Landkreises ein Unternehmen mit drei Standorten, die Krankenhäuser Nürnberger Land GmbH. Die Medizintechnik wurde erneuert, zentrale Teile der Infrastruktur wie Labor, Datenverarbeitung, Apotheke und Wäscherei sind nun an das Klinikum Nürnberg angebunden, ein neuer OP-Saal wurde in Betrieb genommen. 2019 stellte das Krankenhaus am Standort Hersbruck seinen Betrieb ein; 48 von 60 Betten wurden nach Lauf verlagert.
Ziel der Krankenhäuser Nürnberger Land GmbH ist es, die Basis- und Regelversorgung sicherzustellen und um Schwerpunkte zu erweitern. So wird z. B. seit 2006 im Krankenhaus Altdorf in Zusammenarbeit mit der Klinik für Psychiatrie und Psychotherapie des Klinikums Nürnberg eine Alkoholentzugstherapie angeboten.
Geschäftsführer sind Andreas Becke und Thomas Grüneberg.